# クララ・フォン・ザクセン＝ラウエンブルク
クララ・フォン・ザクセン＝ラウエンブルク（Klara von Sachsen-Lauenburg, 1518年12月13日 - 1576年3月27日）は、ブラウンシュヴァイク＝ギフホルン公フランツの妃。

## 生涯
クララは1518年12月13日、ザクセン＝ラウエンブルク公マグヌス1世（1470年 - 1543年）とその妻でブラウンシュヴァイク＝ヴォルフェンビュッテル公ハインリヒ1世の娘カタリーナ（1488年 - 1563年）の娘としてラウエンブルク・アン・デア・エルベで生まれた。
彼女は1547年9月29日にノイハウスにあるザクセン＝ラウエンブルク城でブラウンシュヴァイク＝ギフホルン公フランツ（1508年 - 1549年）と結婚した。政略結婚で夫の早世により婚姻期間は短かったが、この夫婦は臣民から大いに愛された。クララは非常に慈悲深く、医学を学び、貧しい人や病人のためにハーブビール (Kräuterbier) を用意していたが、そのビールはクララの死後も製造された。
夫の早すぎる死の後、クララは終身年金として約束されたファラースレーベンの亡夫の家に住み、1551年に城の建設を完了し、地元経済の活性化を主導した。その後、クララはバルトの娘の宮廷に行き、1576年3月27日にそこで死去した。クララはバルトの聖マリア教会に埋葬された。ギフホルン城の礼拝堂にあるクララの墓は空である。

## 子女
- カタリーナ（1548年 - 1565年） - 1564年にマイセン城伯ハインリヒ6世（1536年 - 1572年）と結婚
- クララ（1550年 - 1598年） - 1565年にアンハルト＝デッサウ侯ベルンハルト7世（1540年 - 1570年）と結婚、1572年にポメラニア公ボギスラフ13世（1544年 - 1606年）と再婚。